# Аль-Иджлия
Аль-Иджлия (Иджлийя) бинт аль-Иджлий (араб. العجلية بنت العجلي‎) — средневековая мусульманская изобретательница, изготовительница астролябий, работавшая в X веке в Алеппо на территории современной северной Сирии.
В современной популярной литературе её иногда называют Марьям аль-Устурлаби (Мариам аль-Астурлабийя, аль-Астурлаби, араб. مريم الأسطرلابية‎), но её предполагаемое имя «Мариам» не упоминается в единственном известном современном ей источнике о её жизни.

## Жизнь
Исторические записи о ней скудны. По словам ибн аль-Надима, она унаследовала ремесло изготовителя астролябий от отца, известного как аль-Иджлий; они с отцом были учениками (tilmīthah) багдадского мастера Мухаммада ибн Абдаллаха Настулуса, создателя самой древней из сохранившихся астролябий.
Аль-Иджлийя изготавливала астролябии — важные астрономические приборы для определения широты. Она работала на первого эмира Алеппо, Сайфа ад-Даула, правившего с 944 по 967 год.
Кроме этой информации, о ней ничего доподлинно не известно. Её предполагаемое имя «Марьям/Мариам» не подтверждается источниками того времени, а фраза «аль-Устурлаби» в именах, под которыми известны она и её отец, отсылает к их профессии и производившимся ими астрономическим инструментам.

## Наследие
В её честь был назван астероид главного пояса 7060 Аль-Иджлия, открытый Генри Э. Холтом в Паломарской обсерватории в 1990 году. Сообщение о наименовании было опубликовано 14 ноября 2016 г. (M.P.C. 102252).
Нигерийско-американская писательница-фантаст Ннеди Окорафор сообщила в 2016 году, что Аль-Иджлия была источником вдохновения для главной героини её отмеченного наградами романа 2015 года «Бинти» (затем выросшего в трилогию). Окорафор узнала о ней по названному в её часть книжному фестивалю в Объединённых Арабских Эмиратах.
Она также вдохновила на создание персонажа Марьям в сериале Netflix «Викинги: Вальгалла», которого сыграла Камилла Хаят. В сериале это женщина-астроном, которую Лейф Эриксон встречает в Новгороде и сопровождает по пути на Константинополь, но она умирает от лёгочной болезни на руинах Ольвии. В книге «1001 Inventions» Аль-Иджлия была названа выдающейся женщиной Золотого века ислама.